# Giải bóng đá Cúp Quốc gia 2006
Giải bóng đá Cúp Quốc gia 2006, tên gọi chính thức là Giải bóng đá Cúp Quốc gia Vinakansai Cement 2006 vì lý do tài trợ, là mùa giải thứ 14 của Giải bóng đá Cúp Quốc gia do Liên đoàn bóng đá Việt Nam (VFF) tổ chức. Diễn ra từ ngày 31 tháng 12 năm 2005 đến ngày 3 tháng 9 năm 2006, giải đấu bao gồm 26 câu lạc bộ thuộc hai giải chuyên nghiệp và hạng Nhất tham dự.
Do đội Cần Thơ bị kỷ luật xuống hạng Nhì do bê bối hối lộ, họ sẽ không được tham dự mùa giải này. Vào ngày 23 tháng 12 năm 2005, câu lạc bộ Đông Á Thép Pomina được chuyển giao cho câu lạc bộ Gạch Đồng Tâm Long An và mang tên mới Sơn Đồng Tâm Long An. Vì hai đội Gạch Đồng Tâm và Sơn Đồng Tâm cùng thuộc một chủ sở hữu, nên Sơn Đồng Tâm sẽ không được tham gia Cúp Quốc gia 2006. Do vậy, trận đấu với Bình Định ở vòng 1/8 bị hủy bỏ và đội Bình Định giành quyền vào vòng tứ kết.

## Phân loại giải đấu
| Vòng đấu  | Số đội bóng vào thẳng | Số đội bóng từ vòng đấu trước |
| --------- | --- | ----------------------------- |
| Vòng loại | 22 đội từ V-League và hạng Nhất | —                             |
| Vòng 1/8  | 4 đội lọt vào bán kết mùa trước (Gạch Đồng Tâm Long An, Hải Phòng, Hoàng Anh Gia Lai và Khánh Hoà) 1 đội được bốc thăm không phải đá vòng 1 (Đông Á Thép Pomina) | 11 đội thắng vòng loại        |
| Tứ kết    | — | 8 đội thắng vòng 1/8          |
| Bán kết   | — | 4 đội thắng vòng tứ kết       |
| Chung kết | — | 2 đội thắng vòng bán kết      |

## Vòng loại
| Ngày 31 tháng 12 năm 2005                                         | Hoà Phát Hà Nội | 0 – 0 (4 - 2 p)                | Quân khu 5 | Sân vận động Hàng Đẫy                         |  |
| 15:00                                                             |                 |                                |            | Lượng khán giả: 350 Trọng tài: Phạm Mạnh Long |  |
|                                                                   |                 | Loạt sút luân lưu              |            |                                               |  |
| Phạm Như Thuần · Nguyễn Đình Quý · Nguyễn Hồng Nam · Vũ Hồng Việt |                 | Nguyễn Văn Thông · Trần Văn Bi |            |                                               |  |

| Ngày 1 tháng 1 năm 2006 | Thanh Hoá           | 2 – 0 | Thể Công Viettel | Sân vận động Thanh Hóa                    |  |
| 15:00                   | Mạnh Tường 11', 31' |       |                  | Lượng khán giả: 1500 Trọng tài: Trọng Thư |  |

| Ngày 1 tháng 1 năm 2006 | Quảng Nam                          | 0 – 3 | Sông Lam Nghệ An | Sân vận động Quảng Nam                  |  |
| 15:00                   | Công Vinh 36', 42' · Công Mạnh 85' |       |                  | Lượng khán giả: 600 Trọng tài: Anh Tuấn |  |

| Ngày 1 tháng 1 năm 2006 | Đồng Nai       | 0 – 1 | Đồng Tháp | Sân vận động Đồng Nai                    |  |
| 15:00                   | Thanh Bình 72' |       |           | Lượng khán giả: 200 Trọng tài: Ngọc Tuấn |  |

| Ngày 1 tháng 1 năm 2006 | Tp. Hồ Chí Minh | 0 – 2 | Bình Định                   | Sân vận động Thành Long                    |  |
| 15:30                   |                 |       | Sarayoot 64' · Hoàng Vũ 88' | Lượng khán giả: 2000 Trọng tài: Khánh Hưng |  |

| Ngày 1 tháng 1 năm 2006 | Bình Dương                 | 2 – 1 | Đá Mỹ Nghệ   | Sân vận động Gò Đậu                        |  |
| 15:30                   | Ngọc Thọ 45' · Philani 66' |       | Olalekan 57' | Lượng khán giả: 1000 Trọng tài: Phạm Quang |  |

| Ngày 1 tháng 1 năm 2006 | Nam Định                              | 2 – 0 | Lâm Đồng | Sân vận động Thiên Trường                 |  |
| 16:00                   | Mohadin Aloui 68' · Phạm Xuân Phú 71' |       |          | Lượng khán giả: 5000 Trọng tài: Văn Cường |  |

| Ngày 1 tháng 1 năm 2006 | LG.HN.ACB             | 2 – 0 | Quân khu 4 | Sân vận động Hàng Đẫy                   |  |
| 17:00                   | Luis Giganti 35', 46' |       |            | Lượng khán giả: 200 Trọng tài: Văn Hiền |  |

| Ngày 1 tháng 1 năm 2006 | Huế            | 1 – 3 | Đà Nẵng                                                    | Sân vận động Tự Do                        |  |
| 17:00                   | Thanh Tuấn 75' |       | Nuro Amiro Tualibudine 57', 83' · Luiz Carios Da Sitva 68' | Lượng khán giả: 2000 Trọng tài: Quốc Việt |  |

| Ngày 1 tháng 1 năm 2006 | Cảng Sài Gòn                                                      | 3 – 1 | Tây Ninh        | Sân vận động Thống Nhất                  |  |
| 17:00                   | Elenildo De Jesus 46' · Helio Da Silva Assis 74' · Đinh Cường 82' |       | Ibe Johnson 21' | Lượng khán giả: 1000 Trọng tài: Xuân Hoà |  |

| Ngày 1 tháng 1 năm 2006 | An Giang                 | 1 – 0 | Tiền Giang | Sân vận động Long Xuyên                  |  |
| 17:00                   | Vincent Dumisa Ngobe 47' |       |            | Lượng khán giả: 2000 Trọng tài: Minh Trí |  |

## Vòng 1/8
| Ngày 7 tháng 1 năm 2006 | Nam Định                                           | 3 – 1 | Hoàng Anh Gia Lai | Sân vận động Thiên Trường                        |  |
| 15:00                   | Phạm Thanh Nguyên 46', 51' · Ben Mohadin Aloui 60' |       | Chu Ngọc Cảnh 41' | Lượng khán giả: 5000 Trọng tài: Nguyễn Quốc Việt |  |

| Ngày 7 tháng 1 năm 2006 | Hải Phòng                       | 2 – 1 | Thanh Hoá          | Sân vận động Lạch Tray                      |  |
| 17:00                   | Đặng Văn Thành 24' · Julien 84' |       | Mai Tiến Thành 16' | Lượng khán giả: 5000 Trọng tài: Hồ Huy Hồng |  |

| Ngày 7 tháng 1 năm 2006 | LG.HN.ACB                 | 1 – 1 (5 - 6 p) | Đà Nẵng                 | Sân vận động Hàng Đẫy                         |  |
| 17:00                   | Mauricio Luis Giganti 31' |                 | Jose E D Da Almeida 66' | Lượng khán giả: 200 Trọng tài: Phạm Quốc Dũng |  |

| Ngày 7 tháng 1 năm 2006 | Gạch Đồng Tâm Long An | 1 – 0 | Đồng Tháp | Sân vận động Long An                            |  |
| 17:00                   | Phan Văn Tài Em 41'   |       |           | Lượng khán giả: 3000 Trọng tài: Phùng Đình Dũng |  |

| Ngày 7 tháng 1 năm 2006 | Bình Dương | 1 – 2 | Khánh Hoà                  | Sân vận động Gò Đậu                         |  |
| 17:00                   | Tolado 27' |       | Felix 63' · Jonathan 90+4' | Lượng khán giả: 1000 Trọng tài: Võ Minh Trí |  |

| Ngày 8 tháng 1 năm 2006 | Hoà Phát Hà Nội      | 1 – 0 | Sông Lam Nghệ An | Sân vận động Hàng Đẫy                      |  |
| 16:00                   | Ngô Quang Trường 78' |       |                  | Lượng khán giả: 500 Trọng tài: Vũ Bảo Linh |  |

| Ngày 8 tháng 1 năm 2006 | Cảng Sài Gòn   | 1 – 1 (5 - 4 p) | An Giang                | Sân vận động Thống Nhất                       |  |
| 17:00                   | Đinh Cường 22' |                 | Nguyễn Trường Huy 90+3' | Lượng khán giả: 1000 Trọng tài: Đặng Thanh Hạ |  |

## Vòng tứ kết
| Ngày 14 tháng 7 năm 2006 | Hải Phòng     | 0 – 1 | Hoà Phát Hà Nội | Sân vận động Lạch Tray                      |  |
| 15:00                    | Das Silva 12' |       |                 | Lượng khán giả: 2000 Trọng tài: Vũ Bảo Linh |  |

| Ngày 14 tháng 7 năm 2006 | Gạch Đồng Tâm Long An    | 2 – 0 | Cảng Sài Gòn | Sân vận động Long An                          |  |
| 15:30                    | Carlos 25' · Antonio 66' |       |              | Lượng khán giả: 4000 Trọng tài: Đặng Thanh Hạ |  |

| Ngày 15 tháng 7 năm 2006 | Đà Nẵng              | 3 – 2 | Nam Định                     | Sân vận động Chi Lăng                           |  |
| 17:00                    | Almeida 6', 23', 47' |       | Trọng Lộc 19' · Sunconti 46' | Lượng khán giả: 3500 Trọng tài: Dương Mạnh Hùng |  |

| Ngày 15 tháng 7 năm 2006 | Bình Định                               | 2 – 1 | Khánh Hoà      | Sân vận động Quy Nhơn                           |  |
| 17:00                    | Lương Trung Tuấn 31' · Cao Văn Dũng 37' |       | Lê Tấn Tài 24' | Lượng khán giả: 4000 Trọng tài: Nguyễn Xuân Hòa |  |

## Vòng bán kết
| Ngày 26 tháng 8 năm 2006 | Gạch Đồng Tâm Long An | 1 – 1 (4 - 2 p) | Bình Định      | Sân vận động Long An                            |  |
| 17:00                    | Antonio Carlos 12'    |                 | Khoa Thanh 73' | Lượng khán giả: 2000 Trọng tài: Trần Khánh Hưng |  |

| Ngày 27 tháng 8 năm 2006 | Hoà Phát Hà Nội    | 4 – 3 | Đà Nẵng                    | Sân vận động Hàng Đẫy |  |
| 17:00                    | Santos · Das Silva |       | Luiz · Almeida · Huỳnh Đức |                       |  |

## Trận chung kết
| Ngày 3 tháng 9 năm 2006 | Hoà Phát Hà Nội               | 2 – 1    | Gạch Đồng Tâm Long An | Sân Ninh Bình                                   |  |
| 17:00                   | Da Silva 25' · Võ Đức Lam 75' | Chi tiết | Antonio Carlos 21'    | Lượng khán giả: 20.000 Trọng tài: Đặng Thanh Hạ |  |

| Vô địch Cúp Quốc gia 2006 Hòa Phát Hà Nội Lần thứ nhất |